# Medaliści mistrzostw Polski seniorów w rzucie dyskiem
Medaliści mistrzostw Polski seniorów w rzucie dyskiem – zdobywcy medali seniorskich mistrzostw Polski w konkurencji rzutu dyskiem.
Rzut dyskiem jest rozgrywany na mistrzostwach kraju od ich pierwszej edycji, która miała miejsce w lipcu 1920 roku we Lwowie. Pierwszym w historii mistrzem Polski został zawodnik lwowskiej Pogoni Sławosz Szydłowski, który uzyskał wynik 37,75 m. Uzyskany przez niego wynik był lepszy od ustalonego przez Polski Związek Lekkiej Atletyki minimum uprawniającego do startu w igrzyskach olimpijskich w Antwerpii, w związku z czym Szydłowski został uznany za mistrza kraju (tytuł ten przyznawano wówczas tylko zawodnikom, którzy osiągnęli wyniki lepsze od minimum olimpijskiego).
Najbardziej utytułowanym zawodnikiem wśród startujących w mistrzostwach Polski jest Piotr Małachowski, który zdobył osiemnaście medali krajowego czempionatu, w tym trzynaście złotych. Również trzynaście złotych medali i szsenaście ogółem wywalczył Edmund Piątkowski.
Aktualny rekord mistrzostw Polski seniorów w rzucie dyskiem wynosi 68,10 m i został ustanowiony przez Piotra Małachowskiego podczas mistrzostw w 2016 w Bydgoszczy.

## Medaliści
| NR - rekord kraju \| PB – rekord życiowy \| SB – najlepszy wynik w sezonie \| NL – najlepszy wynik w polskich tabelach w sezonie |

| Mistrzostwa              | 1. miejsce                                   | Rezultat  | 2. miejsce                                   | Rezultat | 3. miejsce                                 | Rezultat |
| Lwów 1920                | Sławosz Szydłowski Pogoń Lwów                | 37,75 NR  | Kazimierz Cybulski Pogoń Lwów                |          | Tadeusz Kirchner Czarni Lwów               |          |
| Lwów 1921                | Kazimierz Cybulski Pogoń Lwów                | 38,395 NR | Józef Baran Pogoń Lwów                       | 35,99    | Sławosz Szydłowski Pogoń Lwów              | 35,98    |
| Warszawa 1922            | Sławosz Szydłowski Pogoń Lwów                | 38,55     | Józef Baran Pogoń Lwów                       | 38,02    | Kazimierz Cybulski Pogoń Lwów              |          |
| Warszawa 1923            | Sławosz Szydłowski Pogoń Lwów                | 38,38     | Kazimierz Cybulski Pogoń Lwów                | 35,97    | Władysław Koziełł AZS Lublin               | 34,74    |
| Warszawa 1924            | Sławosz Szydłowski AZS Warszawa              | 37,85     | Antoni Cejzik Polonia Warszawa               | 36,58    | Jan Nawojczyk 3 psap. Wilno                | 32,92    |
| Kraków 1925              | Sławosz Szydłowski AZS Warszawa              | 38,20     | Antoni Cejzik Polonia Warszawa               | 36,885   | Stefan Adamczak AZS Poznań                 | 32,63    |
| Warszawa 1926            | Józef Baran Pogoń Lwów                       | 39,97     | Antoni Cejzik Polonia Warszawa               | 38,90    | Sławosz Szydłowski AZS Warszawa            | 37,98    |
| Warszawa 1927            | Józef Baran Pogoń Lwów                       | 41,26     | Sławosz Szydłowski AZS Warszawa              | 37,74    | Kazimierz Górski Sokół Piotrków            | 37,21    |
| Warszawa 1928            | Antoni Cejzik Polonia Warszawa               | 37,69     | Zygmunt Heljasz Warta Poznań                 | 37,58    | Leon Urbaniak Warta Poznań                 | 36,16    |
| Poznań 1929              | Józef Baran AZS Poznań                       | 41,09     | Antoni Cejzik Polonia Warszawa               | 40,23    | Kazimierz Górski Polonia Warszawa          | 40,00    |
| Warszawa 1930            | Antoni Cejzik Polonia Warszawa               | 41,53     | Leon Kozłowski ZMW Białystok                 | 40,07    | Zygmunt Heljasz Warta Poznań               | 40,03    |
| Królewska Huta 1931      | Zygmunt Heljasz Warta Poznań                 | 43,28     | Zygmunt Siedlecki Legia Warszawa             | 40,14    | Leon Kozłowski ZMW Białystok               | 39,94    |
| Warszawa 1932            | Zygmunt Heljasz Warta Poznań                 | 43,55     | Leon Kozłowski Legia Warszawa                | 39,65    | Zbigniew Tilgner Sokół Poznań              | 37,96    |
| Bydgoszcz 1933           | Zbigniew Tilgner Sokół Poznań                | 42,58     | Zygmunt Heljasz Warta Poznań                 | 41,92    | Zygmunt Siedlecki Legia Warszawa           | 41,57    |
| Poznań 1934              | Zygmunt Siedlecki Legia Warszawa             | 44,00     | Zygmunt Heljasz Warta Poznań                 | 43,81    | Leon Kozłowski Legia Warszawa              | 43,02    |
| Białystok 1935           | Zygmunt Heljasz Warta Poznań                 | 41,04     | Zbigniew Tilgner Sokół Poznań                | 40,48    | Witold Gerutto AZS Wilno                   | 39,76    |
| Wilno 1936               | Witold Gerutto Warszawianka                  | 42,23     | Jerzy Pławczyk AZS Warszawa                  | 40,80    | Leon Kozłowski Śmigły Wilno                | 39,70    |
| Chorzów 1937             | Witold Gerutto Warszawianka                  | 45,14     | Leonid Fiedoruk Warszawianka                 | 40,38    | Henryk Praski Strzelec Katowice            | 39,90    |
| Warszawa 1938            | Leonid Fiedoruk Warszawianka                 | 44,51     | Witold Gerutto Warszawianka                  | 42,95    | Henryk Praski Strzelec Katowice            | 42,07    |
| Poznań 1939              | Leonid Fiedoruk Warszawianka                 | 45,29     | Witold Gerutto Warszawianka                  | 43,97    | Henryk Lewandowski Polonia Warszawa        | 42,35    |
| 1940–1944                | nie rozgrywano                               |           |                                              |          |                                            |          |
| Łódź 1945                | Witold Gerutto BOS Warszawa                  | 39,98     | Stanisław Żochowski Flota Gdynia             | 38,34    | Wacław Kuźmicki Jagiellonia Białystok      | 35,48    |
| Kraków 1946              | Witold Gerutto Syrena Warszawa               | 41,00     | Wacław Kuźmicki DKS Łódź                     | 37,88    | Bohdan Smyłła Pogoń Katowice               | 37,27    |
| Warszawa 1947            | Mieczysław Łomowski Lechia Gdańsk            | 43,48     | Witold Gerutto Syrena Warszawa               | 40,91    | Wacław Kuźmicki DKS Łódź                   | 39,82    |
| Poznań 1948              | Mieczysław Łomowski Lechia Gdańsk            | 44,35     | Witold Gerutto Syrena Warszawa               | 43,81    | Karol Hoffmann AZS Poznań                  | 40,985   |
| Gdańsk 1949              | Mieczysław Łomowski Lechia Gdańsk            | 45,70     | Karol Hoffmann AZS Poznań                    | 43,10    | Henryk Praski Górnik Zabrze                | 41,16    |
| Kraków 1950              | Henryk Praski Górnik Zabrze                  | 42,57     | Mieczysław Łomowski Budowlani Gdańsk         | 42,42    | Tadeusz Krzyżanowski Spójnia Gdańsk        | 40,11    |
| Warszawa 1951            | Mieczysław Łomowski Gwardia Gdańsk           | 43,92     | Stanisław Żochowski Flota Gdynia             | 43,14    | Henryk Chojnacki Kolejarz Warszawa         | 42,78    |
| Wrocław 1952             | Tadeusz Andrzejczyk Gwardia Wrocław          | 41,10     | Stanisław Żochowski OWKS Gdańsk              | 40,77    | Edward Adamczyk OWKS Wrocław               | 40,32    |
| Warszawa 1953            | Mieczysław Łomowski Gwardia Gdańsk           | 47,25     | Henryk Chojnacki Kolejarz Warszawa           | 45,65    | Tadeusz Andrzejczyk OWKS Wrocław           | 44,51    |
| Warszawa 1954            | Tadeusz Andrzejczyk OWKS Wrocław             | 47,11     | Edmund Piątkowski Włókniarz Łódź             | 45,65    | Mieczysław Łomowski Gwardia Gdańsk         | 45,57    |
| Łódź 1955                | Edmund Piątkowski Włókniarz Łódź             | 48,49     | Tadeusz Andrzejczyk CWKS Warszawa            | 46,40    | Mieczysław Łomowski Gwardia Gdańsk         | 45,89    |
| Zabrze 1956              | Tadeusz Rut Kolejarz Wrocław                 | 50,32     | Eugeniusz Wachowski AZS Poznań               | 49,31    | Edmund Piątkowski Włókniarz Łódź           | 49,04    |
| Poznań 1957              | Edmund Piątkowski Śląsk Wrocław              | 50,44     | Eugeniusz Wachowski AZS Poznań               | 50,21    | Bogdan Winiarski Granat Skarżysko-Kamienna | 46,48    |
| Bydgoszcz 1958           | Edmund Piątkowski Śląsk Wrocław              | 53,09     | Eugeniusz Wachowski AZS Poznań               | 49,50    | Czesław Śnieżyński AZS Poznań              | 48,84    |
| Gdańsk 1959              | Edmund Piątkowski Legia Warszawa             | 58,33     | Zenon Begier Warta Poznań                    | 52,12    | Czesław Śnieżyński AZS Poznań              | 50,45    |
| Olsztyn 1960             | Edmund Piątkowski Legia Warszawa             | 55,58     | Zenon Begier Warta Poznań                    | 52,30    | Eugeniusz Wachowski AZS Poznań             | 50,03    |
| Nowa Huta 1961           | Edmund Piątkowski Legia Warszawa             | 58,78     | Zenon Begier Warta Poznań                    | 53,72    | Jerzy Wiktorowski Warszawianka             | 49,11    |
| Warszawa 1962            | Edmund Piątkowski Legia Warszawa             | 56,74     | Zenon Begier Zawisza Bydgoszcz               | 53,11    | Maciej Obuchowicz AZS Kraków               | 48,24    |
| Bydgoszcz 1963           | Edmund Piątkowski Legia Warszawa             | 56,58     | Zenon Begier Zawisza Bydgoszcz               | 55,55    | Jerzy Klockowski Bałtyk Gdynia             | 52,47    |
| Warszawa 1964            | Edmund Piątkowski Legia Warszawa             | 59,87     | Zenon Begier Zawisza Bydgoszcz               | 57,26    | Jerzy Klockowski Bałtyk Gdynia             | 54,52    |
| Szczecin 1965            | Edmund Piątkowski Legia Warszawa             | 60,32     | Zenon Begier Zawisza Bydgoszcz               | 59,00    | Jerzy Klockowski Wybrzeże Gdańsk           | 53,94    |
| Poznań 1966              | Edmund Piątkowski Legia Warszawa             | 59,20     | Zenon Begier Zawisza Bydgoszcz               | 58,46    | Jerzy Klockowski Wybrzeże Gdańsk           | 50,76    |
| Chorzów 1967             | Zenon Begier Zawisza Bydgoszcz               | 57,68     | Edmund Piątkowski Legia Warszawa             | 56,64    | Jerzy Klockowski Wybrzeże Gdańsk           | 50,60    |
| Zielona Góra 1968        | Edmund Piątkowski Legia Warszawa             | 58,46     | Zenon Begier Zawisza Bydgoszcz               | 58,16    | Stanisław Skowroński Legia Warszawa        | 55,40    |
| Kraków 1969              | Edmund Piątkowski Legia Warszawa             | 58,72     | Leszek Gajdziński Górnik Zabrze              | 55,96    | Stanisław Skowroński Legia Warszawa        | 54,84    |
| Warszawa 1970            | Zenon Begier Zawisza Bydgoszcz               | 57,66     | Stanisław Skowroński Legia Warszawa          | 57,62    | Zbigniew Gryżboń Górnik Zabrze             | 57,32    |
| Warszawa 1971            | Leszek Gajdziński Górnik Zabrze              | 59,80     | Zbigniew Gryżboń Górnik Zabrze               | 56,26    | Andrzej Kabat Warszawianka                 | 55,60    |
| Warszawa 1972            | Leszek Gajdziński Górnik Zabrze              | 58,18     | Zbigniew Gryżboń Górnik Zabrze               | 57,06    | Stanisław Wołodko Zawisza Bydgoszcz        | 57,00    |
| Warszawa 1973            | Leszek Gajdziński Górnik Zabrze              | 59,96     | Stanisław Wołodko Zawisza Bydgoszcz          | 58,02    | Zbigniew Gryżboń Górnik Zabrze             | 57,48    |
| Warszawa 1974            | Leszek Gajdziński Górnik Zabrze              | 60,52     | Stanisław Wołodko Zawisza Bydgoszcz          | 60,30    | Zbigniew Gryżboń Górnik Zabrze             | 57,56    |
| Bydgoszcz 1975           | Stanisław Wołodko Zawisza Bydgoszcz          | 62,76 NL  | Zbigniew Gryżboń Górnik Zabrze               | 59,16    | Leszek Gajdziński Górnik Zabrze            | 57,68    |
| Bydgoszcz 1976           | Stanisław Wołodko Zawisza Bydgoszcz          | 63,18     | Olgierd Kurawicz Gwardia Warszawa            | 61,66    | Leszek Gajdziński Górnik Zabrze            | 59,12    |
| Bydgoszcz 1977           | Olgierd Kurawicz Gwardia Warszawa            | 61,30     | Dariusz Juzyszyn AZS Wrocław                 | 60,44    | Stanisław Wołodko Zawisza Bydgoszcz        | 60,40    |
| Warszawa 1978            | Dariusz Juzyszyn AZS Wrocław                 | 61,20     | Olgierd Kurawicz Gwardia Warszawa            | 60,98    | Miron Andrzejewski Gwardia Olsztyn         | 59,30    |
| Poznań 1979              | Andrzej Bejrowski Bałtyk Gdynia              | 61,00     | Stanisław Wołodko Zawisza Bydgoszcz          | 60,06    | Dariusz Juzyszyn AZS Wrocław               | 60,00    |
| Łódź 1980                | Stanisław Wołodko Zawisza Bydgoszcz          | 62,88     | Dariusz Juzyszyn AZS Wrocław                 | 62,54    | Tadeusz Majewski Śląsk Wrocław             | 58,36    |
| Zabrze 1981              | Stanisław Wołodko Zawisza Bydgoszcz          | 61,76     | Waldemar Wysocki AZS Wrocław                 | 59,52    | Tadeusz Majewski Śląsk Wrocław             | 58,60    |
| Lublin 1982              | Dariusz Juzyszyn AZS Wrocław                 | 63,84     | Stanisław Wołodko Zawisza Bydgoszcz          | 60,88    | Waldemar Wysocki AZS Wrocław               | 58,28    |
| Bydgoszcz 1983           | Dariusz Juzyszyn AZS Wrocław                 | 64,56 NL  | Stanisław Wołodko Zawisza Bydgoszcz          | 60,08    | Stanisław Grabowski Chemik Kędzierzyn      | 60,06    |
| Lublin 1984              | Stanisław Grabowski Chemik Kędzierzyn        | 58,44     | Eligiusz Pukownik Zawisza Bydgoszcz          | 58,10    | Tadeusz Majewski Śląsk Wrocław             | 58,06    |
| Bydgoszcz 1985           | Dariusz Juzyszyn AZS Wrocław                 | 62,28     | Edward Rikert Zawisza Bydgoszcz              | 61,74    | Stanisław Grabowski Chemik Kędzierzyn      | 60,92    |
| Grudziądz 1986           | Dariusz Juzyszyn AZS Wrocław                 | 63,52     | Stanisław Grabowski Chemik Kędzierzyn        | 61,16    | Jacek Strychalski Legia Warszawa           | 60,24    |
| Poznań 1987              | Dariusz Juzyszyn AZS Wrocław                 | 65,16 NL  | Eligiusz Pukownik Zawisza Bydgoszcz          | 58,80    | Edward Rikert Zawisza Bydgoszcz            | 58,32    |
| Grudziądz 1988           | Dariusz Juzyszyn AZS Wrocław                 | 61,68     | Edward Rikert Zawisza Bydgoszcz              | 59,42    | Mieczysław Szpak Gryf Słupsk               | 57,64    |
| Kraków 1989              | Dariusz Juzyszyn AZS-AWF Wrocław             | 62,00 NL  | Marek Majkrzak Chemik Kędzierzyn             | 57,82    | Edward Rikert Zawisza Bydgoszcz            | 57,82    |
| Piła 1990                | Jacek Strychalski Legia Warszawa             | 59,98     | Marek Majkrzak Chemik Kędzierzyn             | 56,28    | Dariusz Juzyszyn AZS-AWF Wrocław           | 55,96    |
| Kielce 1991              | Jacek Strychalski Legia Warszawa             | 56,78     | Marek Stolarczyk Zagłębie Lubin              | 56,32    | Marek Majkrzak Chemik Kędzierzyn           | 54,90    |
| Warszawa 1992            | Marek Majkrzak Chemik Kędzierzyn             | 56,60     | Jacek Strychalski Legia Warszawa             | 56,06    | Marek Stolarczyk Zagłębie Lubin            | 55,06    |
| Kielce 1993              | Marek Stolarczyk Orzeł Polkowice             | 59,12 NL  | Marek Majkrzak Chemik Kędzierzyn             | 58,38    | Jacek Strychalski Legia Warszawa           | 57,40    |
| Piła 1994                | Marek Majkrzak Unia Kędzierzyn               | 56,06     | Mieczysław Szpak Sztorm Kołobrzeg            | 55,06    | Marek Stolarczyk Orzeł Polkowice           | 54,08    |
| Warszawa 1995            | Dariusz Juzyszyn AZS-AWF Wrocław             | 54,36     | Mieczysław Szpak Sztorm Kołobrzeg            | 54,10    | Andrzej Krawczyk WKS Ciechanów             | 52,94    |
| Piła 1996                | Andrzej Krawczyk WMKS Płońsk                 | 56,32     | Dariusz Juzyszyn AZS-AWF Wrocław             | 54,74    | Olgierd Stański AZS-AWF Biała Podlaska     | 54,34    |
| Bydgoszcz 1997           | Andrzej Krawczyk WMKS Płońsk                 | 59,06     | Marek Stolarczyk Browar Schöller Namysłów    | 57,92    | Marek Majkrzak Ekonomik Nysa               | 55,64    |
| Wrocław 1998             | Andrzej Krawczyk AZS-AWF Biała Podlaska      | 61,10     | Marek Majkrzak Browar Schöller Namysłów      | 57,92    | Dariusz Juzyszyn AZS-AWF Wrocław           | 55,95    |
| Kraków 1999              | Olgierd Stański AZS-AWF Biała Podlaska       | 61,39     | Andrzej Krawczyk AZS-AWF Biała Podlaska      | 59,61    | Marek Majkrzak Browar Schöller Namysłów    | 57,89    |
| Kraków 2000              | Olgierd Stański AZS-AWF Biała Podlaska       | 63,30     | Andrzej Krawczyk AZS-AWF Biała Podlaska      | 60,70    | Marek Majkrzak AZS-AWF Warszawa            | 57,10    |
| Bydgoszcz 2001           | Olgierd Stański AZS-AWF Biała Podlaska       | 60,41     | Andrzej Krawczyk AZS-AWF Biała Podlaska      | 59,52    | Marek Majkrzak AZS-AWF Warszawa            | 56,29    |
| Szczecin 2002            | Andrzej Krawczyk AZS-AWF Biała Podlaska      | 56,16     | Olgierd Stański AZS-AWF Biała Podlaska       | 55,89    | Marek Majkrzak AZS-AWF Warszawa            | 54,59    |
| Bielsko-Biała 2003       | Andrzej Krawczyk AZS-AWF Biała Podlaska      | 60,16     | Michał Hodun LKS Terespol                    | 59,00    | Olgierd Stański Żak Biała Podlaska         | 58,37    |
| Bydgoszcz 2004           | Andrzej Krawczyk AZS-AWF Biała Podlaska      | 62,26     | Olgierd Stański AZS-AWF Biała Podlaska       | 60,26    | Piotr Małachowski AZS-AWF Warszawa         | 59,64    |
| Biała Podlaska 2005      | Piotr Małachowski Śląsk Wrocław              | 64,74     | Andrzej Krawczyk AZS-AWF Biała Podlaska      | 63,07    | Olgierd Stański NKS Namysłów               | 60,94    |
| Bydgoszcz 2006           | Piotr Małachowski Śląsk Wrocław              | 64,82     | Olgierd Stański AZS-AWF Biała Podlaska       | 60,79    | Andrzej Krawczyk AZS-AWF Biała Podlaska    | 60,62    |
| Poznań 2007              | Piotr Małachowski Śląsk Wrocław              | 63,16     | Andrzej Krawczyk AZS-AWF Biała Podlaska      | 60,82    | Olgierd Stański AZS-AWF Biała Podlaska     | 60,55    |
| Szczecin 2008            | Piotr Małachowski Śląsk Wrocław              | 65,29     | Konrad Szuster AZS-AWF Warszawa              | 62,34 SB | Olgierd Stański AZS-AWF Biała Podlaska     | 60,69    |
| Bydgoszcz 2009           | Piotr Małachowski Śląsk Wrocław              | 64,15     | Bartosz Ratajczak AZS Poznań                 | 60,55 PB | Konrad Szuster Start Lublin                | 60,37    |
| Bielsko-Biała 2010       | Piotr Małachowski Śląsk Wrocław              | 67,48     | Przemysław Czajkowski AZS-AWF Biała Podlaska | 61,53    | Olgierd Stański AZS-UMCS Lublin            | 60,94 SB |
| Bydgoszcz 2011           | Przemysław Czajkowski AZS-AWF Biała Podlaska | 63,81     | Piotr Małachowski Śląsk Wrocław              | 63,21    | Robert Urbanek MKLA Łęczyca                | 61,22    |
| Bielsko-Biała 2012       | Piotr Małachowski Śląsk Wrocław              | 66,89     | Przemysław Czajkowski AZS-AWF Biała Podlaska | 63,47    | Robert Urbanek MKLA Łęczyca                | 62,85    |
| Toruń 2013               | Piotr Małachowski Śląsk Wrocław              | 66,87     | Robert Urbanek MKS Aleksandrów Łódzki        | 65,30 SB | Konrad Szuster Zawisza Bydgoszcz           | 61,21    |
| Szczecin 2014            | Piotr Małachowski Śląsk Wrocław              | 64,15     | Robert Urbanek MKS Aleksandrów Łódzki        | 63,69    | Wojciech Praczyk Śląsk Wrocław             | 60,41    |
| Kraków 2015              | Piotr Małachowski Śląsk Wrocław              | 65,60     | Robert Urbanek MKS Aleksandrów Łódzki        | 64,02    | Paweł Pasiński MKL Toruń                   | 59,69    |
| Bydgoszcz 2016           | Piotr Małachowski Śląsk Wrocław              | 68,10     | Bartłomiej Stój Victoria Stalowa Wola        | 64,64 PB | Robert Urbanek MKS Aleksandrów Łódzki      | 64,38    |
| Białystok 2017           | Robert Urbanek MKS Aleksandrów Łódzki        | 65,29     | Piotr Małachowski Śląsk Wrocław              | 64,44    | Bartłomiej Stój AZS Politechniki Opolskiej | 61,41 SB |
| Lublin 2018              | Piotr Małachowski Śląsk Wrocław              | 65,78 SB  | Robert Urbanek MKS Aleksandrów Łódzki        | 62,91    | Bartłomiej Stój AZS Politechniki Opolskiej | 61,07    |
| Radom 2019               | Bartłomiej Stój AZS Politechniki Opolskiej   | 64,33 SB  | Piotr Małachowski Śląsk Wrocław              | 63,17    | Robert Urbanek MKS Aleksandrów Łódzki      | 61,98    |
| Włocławek 2020           | Bartłomiej Stój AZS Politechniki Opolskiej   | 63,05     | Robert Urbanek MKS Aleksandrów Łódzki        | 62,48    | Piotr Małachowski Śląsk Wrocław            | 60,15    |
| Poznań 2021              | Piotr Małachowski Śląsk Wrocław              | 64,67 SB  | Bartłomiej Stój AZS Politechniki Opolskiej   | 63,56    | Robert Urbanek MKS Aleksandrów Łódzki      | 62,33    |
| Suwałki 2022             | Oskar Stachnik AZS UMCS Lublin               | 64,06 PB  | Robert Urbanek MKS Aleksandrów Łódzki        | 61,13    | Jakub Lewoszewski AZS AWF Warszawa         | 59,63 PB |
| Gorzów Wielkopolski 2023 | Oskar Stachnik AZS UMCS Lublin               | 60,09     | Robert Urbanek MKS Aleksandrów Łódzki        | 60,07    | Jakub Lewoszewski KS Agros Zamość          | 53,69    |
| Bydgoszcz 2024           | Oskar Stachnik AZS UMCS Lublin               | 62,22     | Robert Urbanek MKS Aleksandrów Łódzki        | 60,62    | Damian Rodziak LUKS Orkan Września         | 56,45    |

## Klasyfikacja medalowa
W historii mistrzostw Polski seniorów na podium tej imprezy stanęło w sumie 68 miotaczy. Najwięcej medali – 18 – wywalczył  Piotr Małachowski, a Edmund Piątkowski i Małachowski zdobyli najwięcej złotych – po 13. W tabeli kolorem wyróżniono zawodników, którzy wciąż są czynnymi lekkoatletami.
| Lp. | Zawodnik              | Złoto | Srebro | Brąz | Razem |
| 1.  | Piotr Małachowski     | 13    | 3      | 2    | 18    |
| 2.  | Edmund Piątkowski     | 13    | 2      | 1    | 16    |
| 3.  | Dariusz Juzyszyn      | 9     | 3      | 3    | 15    |
| 4.  | Andrzej Krawczyk      | 6     | 5      | 2    | 13    |
| 5.  | Mieczysław Łomowski   | 5     | 1      | 2    | 8     |
| 5.  | Sławosz Szydłowski    | 5     | 1      | 2    | 8     |
| 7.  | Stanisław Wołodko     | 4     | 5      | 2    | 11    |
| 8.  | Witold Gerutto        | 4     | 4      | 1    | 9     |
| 9.  | Leszek Gajdziński     | 4     | 1      | 2    | 7     |
| 10. | Olgierd Stański       | 3     | 3      | 6    | 12    |
| 11. | Zygmunt Heljasz       | 3     | 3      | 1    | 7     |
| 12. | Józef Baran           | 3     | 2      | 0    | 5     |
| 13. | Oskar Stachnik        | 3     | 0      | 0    | 3     |
| 14. | Zenon Begier          | 2     | 9      | 0    | 11    |
| 15. | Marek Majkrzak        | 2     | 4      | 6    | 12    |
| 16. | Antoni Cejzik         | 2     | 4      | 0    | 6     |
| 17. | Bartłomiej Stój       | 2     | 2      | 2    | 6     |
| 18. | Jacek Strychalski     | 2     | 1      | 2    | 5     |
| 19. | Tadeusz Andrzejczyk   | 2     | 1      | 1    | 4     |
| 20. | Leonid Fiedoruk       | 2     | 1      | 0    | 3     |
| 21. | Robert Urbanek        | 1     | 8      | 5    | 14    |
| 22. | Marek Stolarczyk      | 1     | 2      | 2    | 5     |
| 23. | Kazimierz Cybulski    | 1     | 2      | 1    | 4     |
| 24. | Przemysław Czajkowski | 1     | 2      | 0    | 3     |
| 24. | Olgierd Kurawicz      | 1     | 2      | 0    | 3     |
| 26. | Stanisław Grabowski   | 1     | 1      | 2    | 4     |
| 27. | Zygmunt Siedlecki     | 1     | 1      | 1    | 3     |
| 27. | Zbigniew Tilgner      | 1     | 1      | 1    | 3     |
| 29. | Henryk Praski         | 1     | 0      | 3    | 4     |
| 30. | Andrzej Bejrowski     | 1     | 0      | 0    | 1     |
| 30. | Tadeusz Rut           | 1     | 0      | 0    | 1     |
| 32. | Zbigniew Gryżboń      | 0     | 3      | 3    | 6     |
| 33. | Eugeniusz Wachowski   | 0     | 3      | 1    | 4     |
| 34. | Stanisław Żochowski   | 0     | 3      | 0    | 3     |
| 35. | Leon Kozłowski        | 0     | 2      | 3    | 5     |
| 36. | Edward Rikert         | 0     | 2      | 2    | 4     |
| 36. | Mieczysław Szpak      | 0     | 2      | 1    | 3     |
| 38. | Eligiusz Pukownik     | 0     | 2      | 0    | 2     |
| 39. | Wacław Kuźmicki       | 0     | 1      | 2    | 3     |
| 39. | Stanisław Skowroński  | 0     | 1      | 2    | 3     |
| 39. | Konrad Szuster        | 0     | 1      | 2    | 3     |
| 42. | Henryk Chojnacki      | 0     | 1      | 1    | 2     |
| 42. | Karol Hoffmann        | 0     | 1      | 1    | 2     |
| 42. | Waldemar Wysocki      | 0     | 1      | 1    | 2     |
| 45. | Michał Hodun          | 0     | 1      | 0    | 1     |
| 45. | Jerzy Pławczyk        | 0     | 1      | 0    | 1     |
| 45. | Bartosz Ratajczak     | 0     | 1      | 0    | 1     |
| 48. | Jerzy Klockowski      | 0     | 0      | 5    | 5     |
| 49. | Tadeusz Majewski      | 0     | 0      | 3    | 3     |
| 50. | Kazimierz Górski      | 0     | 0      | 2    | 2     |
| 50. | Jakub Lewoszewski     | 0     | 0      | 2    | 2     |
| 50. | Czesław Śnieżyński    | 0     | 0      | 2    | 2     |
| 53. | Stefan Adamczak       | 0     | 0      | 1    | 1     |
| 53. | Edward Adamczyk       | 0     | 0      | 1    | 1     |
| 53. | Miron Andrzejewski    | 0     | 0      | 1    | 1     |
| 53. | Andrzej Kabat         | 0     | 0      | 1    | 1     |
| 53. | Tadeusz Kirchner      | 0     | 0      | 1    | 1     |
| 53. | Władysław Koziełł     | 0     | 0      | 1    | 1     |
| 53. | Tadeusz Krzyżanowski  | 0     | 0      | 1    | 1     |
| 53. | Henryk Lewandowski    | 0     | 0      | 1    | 1     |
| 53. | Jan Nawojczyk         | 0     | 0      | 1    | 1     |
| 53. | Maciej Obuchowicz     | 0     | 0      | 1    | 1     |
| 53. | Paweł Pasiński        | 0     | 0      | 1    | 1     |
| 53. | Wojciech Praczyk      | 0     | 0      | 1    | 1     |
| 53. | Damian Rodziak        | 0     | 0      | 1    | 1     |
| 53. | Bohdan Smyłła         | 0     | 0      | 1    | 1     |
| 53. | Leon Urbaniak         | 0     | 0      | 1    | 1     |
| 53. | Jerzy Wiktorowski     | 0     | 0      | 1    | 1     |
| 53. | Bogdan Winiarski      | 0     | 0      | 1    | 1     |